# 华尔街日报
《华尔街日报》（英語：The Wall Street Journal，简称）是美国的一份全国性日报，创刊于1889年7月8日，由道琼斯公司出版，隶属新闻集团旗下。该报以深入的商业、金融及经济新闻报道闻名。
采用付费墙订阅模式，截至2023年6月，订阅用户共计396.6万，数字订阅者340.6万，印刷+数字订阅者56万，使其成为美国发行量最大的报纸之一。
作为美国历史悠久且具有全国影响力的媒体，它被列为“记录类报纸”之一。
社论版通常呈现中间偏右的立场，并在美国主流保守派圈中具有较高影响力。它的新闻采编和社论由两套系统分开运营。在2007年鲁珀特·默多克收购后，该报社论进一步趋向保守。
该报社论曾公开批评总统特朗普及其政策，例如在多个重大事件中提出异议。
截至2023年，华尔街日报共获得39项普利策奖，涵盖国家新闻、调查报道、评论等多个类别，反映出其新闻品质和广泛影响力。
在《Worldly Power: The Making of The Wall Street Journal》(Edward E. Scharff, 1989)一书中，对华尔街日报的创办背景、发展历程、编辑理念与权力结构做了深入分析，为理解该报提供了专业学术参考。
其国际版包括欧洲版、亚洲版、印度版，以及中文版、日文版等，覆盖全球多个地区。

## 历史

### 创办与19世纪

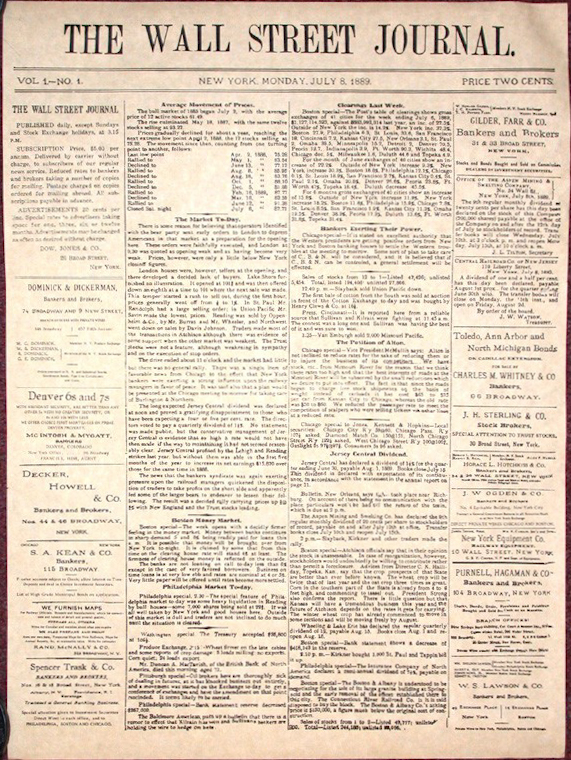
1889年7月8日《华尔街日报》创刊号头版

《华尔街日报》的前身是由约翰·J·基尔南于1869年创办的“基尔南新闻社”（Kiernan News Agency）。
1880年，基尔南聘请了查尔斯·道与爱德华·琼斯担任记者；在柯利斯·亨廷顿的推荐下，二人与记者查尔斯·伯格斯特雷瑟于1882年共同创立了道琼斯公司，最初设址于华尔街15号基尔南社所在处的地下室。
该公司首创的“薄纸”（flimsies）是每日手递的简报，1883年又集结成《客户午后信》（Customers' Afternoon Letter），售价1.50美元/月，而1885年在百老汇71号建有自家印刷厂。
1889年7月8日，《客户午后信》更名为《华尔街日报》，创刊号共4页，尺寸20¾ × 15½英寸，每份售价2美分。道琼斯在书中指出早期报纸“沉闷地逐笔记录当日商业动态，缺乏编辑加工”。
创刊初期，《华尔街日报》头版采取四栏排版，中间两栏为简讯，两侧为券商广告。内容主要集中于股票债券行情，也偶有体育或政治新闻。值得一提的是，创刊号登载了关于约翰·L·沙利文与杰克·基尔雷恩拳击赛的简讯，引用《波士顿环球报》《巴尔的摩美国人报》及匿名消息来源。
道琼斯强调，创刊前几十年该报极少发表评论或分析文章；日内通讯依赖华盛顿、费城、芝加哥、匹兹堡、奥尔巴尼及伦敦电报连线。
1896年，该报开始发布两种道琼斯指数：工业平均指数与运输（铁路）平均指数。1898年11月14日，《华尔街日报》推出早报版，至19世纪末日发行量达7,000份。
1899年4月21日，查尔斯·道撰写首篇《评论与展望》（Review and Outlook）社论，以“人性”为视角解释股市波动，被后世视为“道氏理论”的起点；1986年沙夫称其为“股市经典之作”。

### 20世纪
在1902年去世前，查尔斯·道将道琼斯公司及《华尔街日报》以13万美元（约合今日价值）出售给自1889年起担任该报波士顿记者的克拉伦斯·W·巴伦（Clarence W. Barron），但因资金不足，其妻子杰西·沃尔德伦·巴伦（Jessie Waldron Barron）预付了2500美元首付款；克拉伦斯直到十年后才取得股份。
1902年至1905年，《华尔街日报》由托马斯·F·伍德洛克（Thomas F. Woodlock）担任主编，其间发行量由7,000份增至11,000份。1908年，威廉·彼得·汉密尔顿（William Peter Hamilton）出任首席社论撰稿人，其文被描述为“每日布道支持自由市场资本主义”。
巴伦时代营造了“无畏、独立”的财经新闻风格。1921年，财经周刊《巴伦周刊》（Barron's）创刊。沙夫称：《华尔街日报》成为“华尔街的公共卫士”，抵制国会的监管行动。发行量从1920年的18,750份增长至1928年突破52,000份。
1928年，巴伦去世，正值“黑色星期二”股灾前一年。1929年12月9日，汉密尔顿因肺炎去世，1960年代发行量达50,000份以上后在大萧条期间跌至30,000份以下，报纸页码也由28页缩减至16页。
1932年，道琼斯总裁休·班克罗夫特退休，1933年去世后由妻子简·沃尔德伦·班克罗夫特任命肯尼斯·“凯西”·霍格特（Kenneth Craven "Casey" Hogate）为总裁，他主张将该报转型为“更广泛的商业报纸”。
1929年10月21日，《华尔街日报》推出西海岸版，但发行量未突破3,000份，多受大萧条影响。
1931年，伯纳德·基尔格（Bernard "Barney" Kilgore）任新闻主编，总结创办“Dear George”专栏和1934年前页摘要“What's News”，并获得罗斯福总统肯定。
大萧条时期，《华尔街日报》发行量在1940年维持约32,000份，道琼斯仅盈利6.9万美元，对欧洲局势关注偏少。
1941年，基尔格升任主编，1945年任道琼斯CEO，统一东西海岸风格，推动并加强图片与全国发行。
1947年，《华尔街日报》凭威廉·亨利·格里姆斯（William Henry Grimes）获首座普利策奖；同年推出达拉斯西南版。1949年广告语为“到处都是在商界领先者在读《华尔街日报》”。发行量激增至140,000份。
1952年底，该报涉足帝国邮购公司与黑帮联系调查，获乔治亚Sigma Delta Chi公共服务奖。发行量自1951年20万增至1957年超过50万。
1957年，沃伦·H·菲利普斯（Warren H. Phillips）任总编辑，推动该报深入报道民权运动，如小石城中学种族融合危机，强调图文并茂并体现当地民意。
1962–63年纽约报业罢工期间，该报是唯一不断刊的日报。1963年7月基尔格将印刷中心迁至马萨诸塞州奇科皮，源于与工会的争执。
1967年，基尔格逝世时，《华尔街日报》发行量突破一百万。随后道琼斯新闻扩展至全球金融中心，并于1970年收购 Ottaway 报业链成立 Local Media Group。此后亦出现多起罢工事件。
1971–1997年，道琼斯推出 Factiva、WSJ 亚洲/欧洲版、WSJ.com、Dow Jones Indexes、MarketWatch 和 WSJ Weekend Edition。1996年上线《华尔街日报在线》，采用订阅模式。2007年，《新闻集团》收购道琼斯；2008年推出奢侈生活杂志《WSJ.》。1998年推出每日填字游戏。

### 21世纪

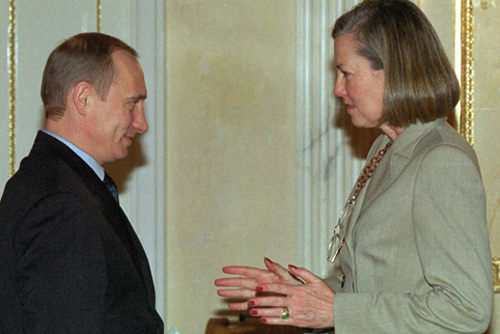
2002年，弗拉基米尔·普京与《华尔街日报》记者Karen Elliott House交谈

2003年，道琼斯开始在北美发行审计机构整合《华尔街日报》纸质版与网络订阅数据。到2007年，WSJ网站已成为美国收入最高的付费订阅新闻平台，订阅人数为98万。截至2018年9月，数字订阅已增至130万，在美国仅次于《纽约时报》的300万。
2008年起，WSJ数字版订阅费从119美元/年逐步上调至443.88美元/年，首年用户提供187.20美元优惠价。
2004年底，WSJ 与 Oasys Mobile 合作推出移动应用，成为最早一批可在手机上阅读新闻的商业媒体。
2005年，《华尔街日报》恢复周六出版，推出“周末版”，以扩大消费者广告收入。同期读者调查显示约60%是高级管理者，平均家庭资产210万美元，收入19.1万美元，平均年龄55岁。
2007年，WSJ网站推出多语种国际版块，公司曾探讨收购《金融时报》，但最终未成。
罗伯特·J·托费尔（Richard J. Tofel）《Restless Genius》中回顾，WSJ付费墙策略“一代代继承”，维持传统编辑保障其收入来源与独立性。
萨拉·艾利森（Sarah Ellison）在《War at the Wall Street Journal》中论述，默多克于2007年出手收购 WSJ 后，对其数字战略、内容自由与编辑独立造成深远影响，标志着该报进入新媒体时代的重大转折。
杰瑞·M·罗森伯格（Jerry M. Rosenberg）1982年出版的《Inside the Wall Street Journal》一书，将 WSJ 描述为“美国最有影响力的商业报”，详细追溯其组织结构与产品战略在21世纪初的演变。
截至2025年，WSJ数字订阅接近400万，印刷+数字订户结构稳固。其商业新闻定位仍稳居美国媒体的核心地位，推动订阅模式和付费编辑路线走向成熟。

### 设计变更
该报头版名称牌独特地以句点结尾。《华尔街日报》的这一标点风格也被多位新闻设计专家引用作为独特品牌识别案例。
《华尔街日报》于2006年9月5日重新引入头版广告，此前欧洲和亚洲版于2005年底已实施类似举措。这一改变被认为是报纸应对数字化冲击、探索新的广告模式的关键举措。
报纸在近半个世纪内一直采用几乎相同的六栏头版版式，第一与第六栏刊载当天头条新闻，第二与第三栏为“要闻速览”，“A-hed”（报头新闻，hed为新闻业术语）特色故事刊于第四栏，第五栏则发布每周专题报道。2007年，报纸将宽幅从15英寸缩减至12英寸，长度保持22又3/4英寸，以节约新闻纸成本。新闻设计顾问马里奥·加西亚（Mario García）参与了此次改版。道琼斯预计此举每年可节省1800万美元印刷费用。这种报纸尺寸调整被新闻设计学者视为21世纪报纸应对印刷成本上涨的重要策略之一。该调整取消了一栏印刷空间，使“A-hed”栏目不再位于传统位置（但报纸通常会在头版右侧夹入一篇风趣的特色报道，置于头条之间）。
该报采用的墨点素描插图“hedcut”始于1979年，由凯文·斯普劳尔斯（Kevin Sprouls）创作，已成为华尔街日报的标志性视觉元素之一，此外还有大量摄影图片。华尔街日报依旧大量使用漫画讽刺画，包括肯·法林（Ken Fallin）等插画师作品，例如佩吉·努南（Peggy Noonan）为已故新闻人蒂姆·鲁塞特（Tim Russert）所作的纪念漫画。媒体研究者指出，华尔街日报的插画风格在新闻品牌塑造和读者认知中起到关键作用。
近年来，随着生活方式类版块的增加，彩色照片和图表的使用日益普遍。
该报曾于1994年和1997年荣获新闻设计协会（Society for News Design）颁发的“世界最佳设计报纸”奖。新闻设计专家评价称，华尔街日报的版面设计体现了报纸新闻内容与视觉传达的高度融合。

### 新闻集团与新版 News Corp
2007年5月2日，新闻集团（News Corp）以每股60美元非公开买入道琼斯，而当时道琼斯股价约为36.33美元。控制了60%以上票权的班克罗夫特家族最初拒绝收购，后因内部意见分歧而重新考虑。
2007年8月1日，达成合并协议，使《华尔街日报》被纳入默多克媒体帝国。
12月13日，超过60%道琼斯股东通过收购案。
出版人L. Gordon Crovitz发文称，《华尔街日报》的新闻及社论栏目将在新东家下保持编辑独立性。为确保此项承诺，成立了专门监督委员会。然而，2008年4月，主编Marcus Brauchli辞职，并指控新东家未提前向委员会通报变动。
该收购引发一系列公众质疑：2007年社论提及默多克曾干预《泰晤士报》编辑人事，其风格“曾多次表达并违背政治商业偏见”。
2011年，《卫报》曝光《华尔街日报欧洲版》夸大发行量并发布软文，导致欧洲版publisher下台，波及新闻伦理。
2013年，道琼斯被整合至新版News Corp旗下。
2016年11月，为精简成本，主编Gerard Baker整合“商业与科技”“理财与投资”为“商业与财经”，并在2021年7月停刊“大纽约”版。
2018年盖洛普与奈特基金会调查中，《WSJ》获公众“准确性”评分第三、“无偏见”第四；在民主党人中排第十、共和党人排第二，亦被奈曼新闻实验室列为特朗普时代最受信任媒体之一。
2019至2022年，与Facebook合作“新闻标签”项目，获超1000万美元补贴，后因平台策略调整终止合作。
2022年6月13日，推出电商评测平台“Buy Side”，免费且独立运营。
2024年2至5月，进行了多轮裁员，包括经济记者、社交媒体团队人员、大中华区记者等职位，反映公司聚焦新加坡、并加强成本控制。

### 近期里程碑
- 2020年6月30日推出数字月刊《WSJ Noted.》，主要面向年轻读者。[92]
- 2020年5月，订阅总数达到300万。 [93]
- 2011年9月，WSJ Live 推出手机和平板版，用户可通过移动设备观看现场直播视频。[94]

```
[
95
]
```

- 2010年9月，《WSJ Weekend》扩展版块，新增“Off Duty”与“Review”两栏。 [96]
- 2010年4月，推出《Greater New York》彩色版块，专注纽约都会区报道，其运营至2021年7月。[82][97]
- 2009年11月5日推出旧金山湾区版，每周四纸质出刊，并同步更新 WSJ.com/SF。
- 2005年9月恢复周六出版，创设前身为“Saturday’s Weekend Edition”的《WSJ Weekend》。[98]

```
[
99
]
```

- 2002年4月推出 "Today's Journal"，并在次年加入《Personal Journal》及彩色插图。[100]

```
[
101
]
```

- 1999年9月12日启动《The Wall Street Journal Sunday》附刊，内容涵盖投资、理财及市场评论，曾于2005年达到发行84份、覆盖近1100万家庭，于2015年2月7日停刊。[102]

```
[
103
]
```

- 1998年3月20日推出《Friday Journal》，初名“First Weekend Journal”。
- 1996年4月，WSJ.com 正式上线，开启付费订阅网络媒体时代。[104]

```
[
105
]
```

- 1988年10月首次采用三版式版面。[106]
- 1980年6月首次采用两版式版面。[106]

## 特点与运营
自1980年以来，《华尔街日报》采多版式出版。2002年单期最大页数增至96页，其中最多24页为彩色印刷。
截至2012年，《华尔街日报》全球新闻记者约2,000人，设有85个通讯处遍及51国，并运营26家印刷厂。
全球架构变动
- 亚洲区域总部最初设于香港，自2024年起迁往新加坡，以加强东南亚地区覆盖与协调。[111][112]

定期版块分布
- 第一版：每日出版，包含主要企业、政治、经济报道与社论板块。
- Marketplace：周一至周五出版，聚焦健康、科技、媒体与营销行业，始于1980年6月23日。[113]
- Money and Investing：每日出版，分析全球金融市场，自1988年10月3日起设立。
- Personal Journal：每周二至四出版，探讨个人理财、职业发展与文化生活，始自2002年4月9日。[101]
- Off Duty & Review：周末版块（WSJ Weekend）于2010年9月25日推出，“Off Duty”涵盖时尚、美食、旅游与科技，“Review”则聚焦评论与文化深度。[114]
- Mansion：周五出版，专注高端房产，初刊于2012年10月5日。
- WSJ Magazine：2008年推出，最初为季度刊，至2014年增至每年12期，定位奢侈风格生活杂志。

社论与专栏
- 社论与专栏（印刷版）：

```
- 每周一：美洲观察（Mary O'Grady）  

- 每周三：商界纵横（Holman W. Jenkins Jr.

- 每周四：奇境之国（Daniel Henninger）  

- 每周五：波托马克观察（Kimberley Strassel）  

- 周末版：《法治规则》、《周末访谈》、《宣言》（Peggy Noonan）
```

- 网络评论（需订阅）：

```
- “Best of the Web Today”（James Taranto），精选当日网络评论（免费阅读）。
[
115
]

- “Political Diary”（Holman W. Jenkins Jr. 与 John Fund 主编，订阅制）。
```

此外，每周五设宗教主题专栏“Places of Worship”（礼拜场所），由如达赖喇嘛、红衣主教等不同作者轮流撰写。

## 《Style & Substance》
《Style & Substance》（风格与实质）是《华尔街日报》月刊风格通讯，由报社文字编辑团队依据内部风格手册撰写，探讨英语用法细节与排版规范。
1987年，由头版编辑保罗·R·马丁（Paul R. Martin）率先推出该刊物；2013年起由头版编辑比尔·鲍尔（Bill Power）与网络编辑詹妮弗·希克斯（Jennifer Hicks）联合主编。
2023年，《华尔街日报》通过该刊宣布重大风格调整，如取消“先生/女士”等敬称使用。
相关参考书籍：
- Hochman, Edward. News Design: Visual Communication in Journalism. Columbia Univ. Press, 2010.
- Ellison, Sarah. War at the Wall Street Journal. Mariner Books, 2010 — 介绍风格手册在新闻实践中的应用。

## 《WSJ.》杂志
《WSJ.》是《华尔街日报》旗下的高端生活方式杂志，内容涵盖艺术、时尚、娱乐、设计、美食、建筑、旅游等。其主编为莎拉·鲍尔（Sarah Ball），出版人为奥姆布琳·佩利耶（Omblyne Pelier）。
该杂志于2008年秋季创刊，初为季刊，至2014年提升至全年12期发行，附赠于《华尔街日报》美国周末版，并可通过WSJ.com及iPad应用阅览。
封面人物包括佩内洛普·克鲁兹、卡梅罗·安东尼、伍迪·艾伦、斯嘉丽·约翰逊、艾米莉亚·克拉克、Daft Punk及吉赛尔·邦辰等。
2012年，发起“创新者奖”（Innovator Awards）颁奖典礼，于纽约现代艺术博物馆举行，表彰设计、时尚、建筑、人道主义、艺术及科技领域的先锋人物。2013年，《广告周刊》将其评为“最热门生活方式杂志”。
相关参考书籍：
- Deluxe: How Luxury Lost Its Luster — Dana Thomas, Penguin Press, 2007。该书详细剖析现代奢侈媒体市场与《WSJ.》同类生活时尚刊物的兴起情况。[122]

### OpinionJournal.com
OpinionJournal.com 是《华尔街日报》社论内容的专门网站，最初独立运营，直至2008年1月并入《华尔街日报》主站wsj.com。
该网站刊载的社论栏目“Review & Outlook”体现了《华尔街日报》在美国政治中的保守主义立场。其主要专栏作者包括佩姬·努南（Peggy Noonan）、约翰·芬德（John Fund）和丹尼尔·亨宁格（Daniel Henninger）。

### WSJ Noted.
《WSJ Noted.》于2020年6月30日推出，是针对18至34岁年轻读者的每月数字新闻与文化杂志。该杂志利用Instagram等社交媒体平台强化互动，旨在吸引年轻人群体关注传统报业。
该杂志设有约7,000名年轻订阅者的反馈群体，参与内容预览及编辑问答，体现了数字时代新闻媒体对用户参与的重视。

## 编辑委员会
《华尔街日报》编辑委员会成员负责监督报纸的社论版面，决定报纸观点栏目的基调和方向。《华尔街日报》未公开委员会成员的具体职责。
每周六、日，由三名社论撰稿人及社论版主编保罗·吉戈特（Paul Gigot）在福克斯新闻频道的《Journal Editorial Report》节目中，与多位嘉宾讨论时事。历史上，作为社论版编辑的佛蒙特·C·罗斯特（Vermont C. Royster，1958–1971年）和罗伯特·巴特利（Robert Bartley，1972–2000年）每日以保守派视角解读新闻。罗斯特的编辑风格被认为奠定了华尔街日报保守主义的基调，详见Jonathan M. Schoenwald的《美国保守主义的兴起》
《华尔街日报》的新闻报道与其社论版面之间存在明显差异。1982年，一名记者写道：“新闻记者忙于向读者传递信息，而社论作者则提出经常与报纸最佳报道和新闻分析相悖的观点。”1995年进步博客“公平与准确报道”（Fairness and Accuracy in Reporting）及1996年《哥伦比亚新闻评论》均批评了20世纪80至90年代《华尔街日报》社论版的失实。2011年一部参考书将其社论版描述为“坚定的新保守主义”，但同时指出其新闻报道“在各政治立场读者中享有极高声誉”。《媒体与政治》一书进一步分析了报纸新闻与社论的差异，并探讨了社论如何反映特定意识形态立场。
2020年7月，超过280名《华尔街日报》记者及道琼斯员工联名致信新任出版人阿尔玛·拉特尔（Almar Latour），批评观点版缺乏事实核查与透明度，且“观点文章常常与《华尔街日报》报道内容相矛盾”。编辑委员会回应称，其观点版不会“在取消文化压力下退缩”，社论目标是独立于新闻报道，向读者提供与“当前几乎所有媒体中占主导的统一进步观点”不同的替代意见。该回应未涉及信中提出的事实核查问题。

## 社论立场

### 经济
20世纪初，《华尔街日报》支持时任总统西奥多·罗斯福的反托拉斯法执法行动。但1920年代，在道琼斯公司出售给巴伦集团后，《华尔街日报》转向更为坚定的自由市场经济支持立场。 1928年3月一篇社论批评国会监管证券业的举措：“那些对信贷、盈余银行资金、抵押品、通知贷款或其他相关问题一无所知的人，当股票交易所贷款数额达到40亿美元或以上时，便声称恐慌。”
1932年4月14日，前任编辑托马斯·F·伍德洛克（Thomas F. Woodlock）撰文批评格拉斯-斯蒂格尔法案的银行监管条款：“有些人无法忍受立法机构、官僚，甚至法院无法控制的自主证券市场的存在。”
20世纪80年代，在社论版主编罗伯特·巴特利（Robert L. Bartley）领导下，《华尔街日报》成为供给学派经济学的主要代言人，广泛宣传拉弗曲线等经济理论，主张通过降低部分边际税率和资本利得税，以刺激经济增长从而增加整体税收收入。《美国经济史》一书中详细阐述了这一时期《华尔街日报》的经济政策立场及其对美国经济学界的影响。
关于汇率制度的经济学辩论中，《华尔街日报》倾向支持固定汇率制度而非浮动汇率制度。此外，Douglas A. Irwin的《国际经济学》对该立场的历史背景进行了深入分析。

#### 政治立场

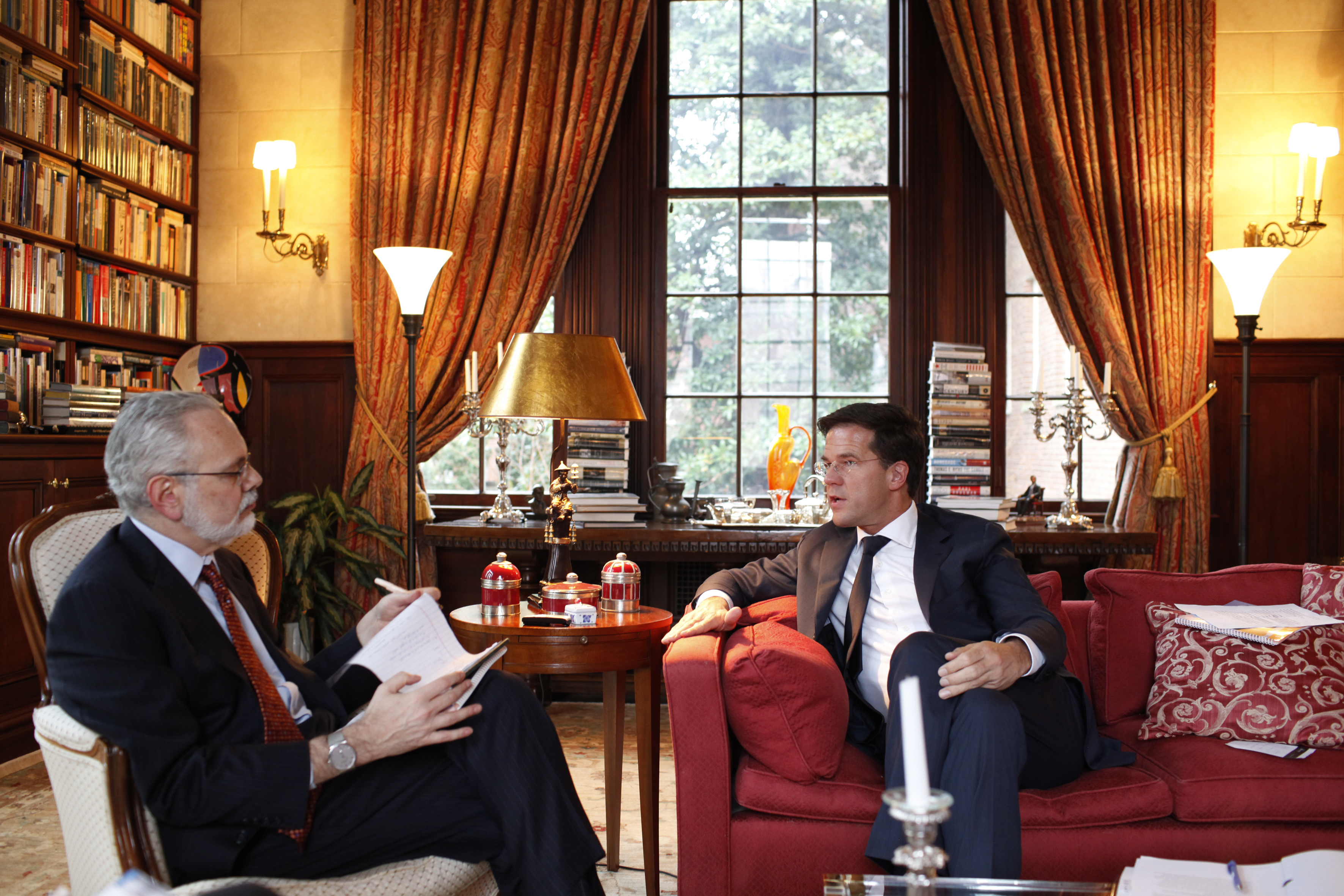
2011年，《华尔街日报》采访荷兰首相马克·吕特（右）

《华尔街日报》的社论版和专栏，独立于新闻版面，具有美国保守主义色彩，在保守派权威圈层中影响力较大。尽管如此，《华尔街日报》自1928年以来未公开支持过任何候选人。
编辑委员会长期主张支持亲商的美国移民政策。
《华尔街日报》社论版对奥巴马总统执政时期的多方面政策持批评态度，尤其针对2010年通过的《患者保护与平价医疗法案》（Affordable Care Act）多次发表评论专栏，批评该法案的各个方面。社论版还批评奥巴马政府的能源政策和外交政策。
2017年10月25日，编辑委员会呼吁特别检察官罗伯特·穆勒辞去调查2016年美国总统大选中俄罗斯干预事务的职务，并指责希拉里·克林顿2016年总统竞选团队与俄罗斯勾结。2017年12月，编辑委员会再次呼吁穆勒辞职。社论引发《华尔街日报》内部裂痕，记者称这些社论削弱了报纸的公信力。
2021年10月，《华尔街日报》在编辑来信栏目刊登了前总统唐纳德·特朗普的一封信。其他新闻媒体指出该信内容错误，并揭穿了关于2020年总统选举的虚假说法。次日，编辑委员会发布了对特朗普信件的批评文章。

#### 科学立场
2011年，《华尔街日报》社论版因刊登多篇攻击气候科学家的专栏文章、指责他们“造假”，而被描述为“气候变化否认的论坛”。
2011年，一项研究指出，《华尔街日报》社论版在主流美国印刷媒体中，唯一对气候科学采取“虚假平衡”策略，夸大科学不确定性，甚至完全否认人类活动导致的气候变暖。同年，美联社称其社论版“对气候怀疑论者极为友好”。
2013年及2018年，《卫报》等媒体多次批评《华尔街日报》持续在观点版推销石油行业宣传，发布反科学“意见”文章。
此外，《华尔街日报》在20世纪80–90年代还刊登了多篇反驳二手烟危害、酸雨、臭氧层破坏、农药和石棉危害的社论和专栏，其立场常被学者批评为“为少数利益集团服务”。
1980至1990年代，《华尔街日报》对酸雨治理的成功也表现出迟疑态度，直到《清洁空气法案》修正案实施十年后才逐步认可其成效。
- - 推荐阅读：**
- Dryzek, John S.; Norgaard, Richard B.; Schlosberg, David, eds. The Oxford Handbook of Climate Change and Society. Oxford University Press, 2011. ISBN 978-0199566600.
- Elsasser, Shaun W.; Dunlap, Riley E. “Leading Voices in the Denier Choir: Conservative Columnists' Dismissal of Global Warming and Denigration of Climate Science.” American Behavioral Scientist, 2013, 57(6): 754–776. doi:10.1177/0002764212469800
- Supran, Geoffrey; Oreskes, Naomi. “Assessing ExxonMobil's climate change communications (1977–2014).” Environmental Research Letters, 2017, 12(8): 084019. doi:10.1088/1748-9326/aa815f
- Rosenstock, Linda; Lee, Lore Jackson. “Attacks on Science: The Risks to Evidence-Based Policy.” American Journal of Public Health, 2002, 92(1): 14–18. doi:10.2105/AJPH.92.1.14

## 政治立场
有评论称其报道风格为「小写c保守主义」。一些《华尔街日报》的前记者表示，自鲁伯特·默多克2007年收购该报以来，其基调明显更加保守。

### 新闻版面偏向

#### 默多克收购前
《华尔街日报》的编辑强调记者的独立性与公正性。根据CNN在2007年的报道，其新闻编辑室「因无党派报道而闻名」。《纽约时报》的Ben Smith指出，报道风格为「小写c保守主义」，其读者比多数主流报纸倾向右翼。
在克拉伦斯·W·巴伦掌控时期，《华尔街日报》通常将评论限制在社论版，但1922年一次报道曾形容劳工运动是「人类历史上最卑劣的记录之一」。
2004年，Tim Groseclose与Jeffrey Milyo指出在「新闻版面」中《华尔街日报》引用自由派智库频率较高，因而有自由派倾向，该研究将该报报道列为所有被分析媒体中最偏自由派（2005年发表于《经济学季刊》）。马克·利伯曼批评该模型假设智库意识形态仅影响自由派记者，导致评价失衡。
• 默多克收购后 ====
关于2007年收购案，《纽约客》和《卫报》等媒体均称业界担忧该报将丧失调查风格，政治倾向向右。Sarah Ellison在其2010年出版的书中详细记述，默多克收购后编辑风格与人事调整对新闻版块造成明显影响。
2007年8月1日，报社社论回应称默多克意图「保持《华尔街日报》的价值观和诚信」。
《卫报》在2010年书评时指出，《华尔街日报》的编辑室氛围与人事走向明显发生了变化，记者士气与制度张力显著。

#### 特朗普总统任期期间
2016年和2017年期间，《华尔街日报》在贝克（Gerard Baker）领导下的报道被部分评论人士批评为对总统唐纳德·特朗普态度过于温和。其中最具争议的是2016年11月该报头版标题引用了特朗普关于“数百万选民非法投票”的错误言论，仅在正文中注明该说法“缺乏证据支持”。有研究指出，这种“温和”处理部分受到管理层内部方针影响。
同样受到争议的是贝克在2017年1月发出的编辑备忘，建议在报道特朗普移民旅行行政命令时避免使用“七个穆斯林多数国家”。贝克随后补充称“并无禁止用语”，但建议不要只用该描述。
当年2月在员工“市政厅”会议上，贝克为报道风格辩护，称这种做法有助于避免报社被“拖入政治过程”并与特朗普政府直接对抗。
2020年2月19日，中国政府吊销三名驻北京《华尔街日报》记者的记者证，原因是该报发表批评中国抗疫措施的评论文章，未经道歉或追责。相关研究认为，此举体现了中国政府对外国媒体的系统性审查与打压。
2020年6月，在乔治·弗洛伊德之死及其引发的抗议浪潮后，《华尔街日报》部分记者联署致信主编马特·默里，请求改革报纸对种族、执法与财经议题的报道方式。信中指出，记者在呈现工人、居民或消费者声音时，常遭遇阻力，有编辑更倾向于高估企业高管与政府官员信息的可信度。

## 知名报道
《华尔街日报》历史上曾获得39项普利策奖。该报记者主导的一些知名报道团队其后出版图书，总结并扩展了原有报道内容。

### 1939年：一战战列舰
1939年，Vermont C. Royster发表系列文章，揭示一战战列舰建造所需工期，其中一篇详细描述了装甲钢板的制造过程。当时美国海军指控身为海军预备役军官的Royster在报道中引用机密信息，Royster则回应称所用材料源自《大英百科全书》。

### 1952年：帝国邮购公司
1952年10月，《华尔街日报》芝加哥分社收到一份新闻稿，宣称霍华德·休斯已将其对RKO影业的控股权出售予帝国邮购公司。时任总编Henry Gemmill领导团队调查，揭露帝国邮购公司与有组织犯罪的关联，报道于1952年末刊出。受此报道影响，休斯随后取消了RKO的出售交易。此系列报道也为该报赢得首项行业大奖——西格玛·德尔塔·基公共服务奖。

### 1954年：汽车新款设计
1954年5月28日，《华尔街日报》发表约翰·威廉姆斯（John Williams）的头版报道，披露1955年款福特、庞蒂克和其他厂商新车设计细节。威廉姆斯采访了多名工人和高层几周，报道指出新车将配备更强引擎和环绕式挡风玻璃。该报罕见地配发插图，版式具有创新意义。一周后，通用汽车取消近25万美元广告，总裁哈洛·柯蒂斯指控该报侵犯版权并违反保密协议。 研究指出，这一事件为新闻机构确立“保持与广告商独立”的原则奠定基础。

### 1973年：阿格纽受贿案
1973年8月7日，《华尔街日报》记者杰里·兰道尔（Jerry Landauer）独家揭露美国副总统斯皮罗·阿格纽因贿赂、勒索和逃税正面临联邦调查。阿格纽当日晚间发布声明证实调查。阿格纽最终对一项逃税罪名表示不争辩，被判1万美元罚款和三年缓刑，并于1973年10月10日辞职。

### 1987年：RJR纳贝斯克收购战
1987年，多家金融机构展开激烈竞购RJR纳贝斯克。该报记者布莱恩·伯勒（Bryan Burrough）与约翰·赫利亚（John Helyar）连载逾20篇文章记录整个过程。之后两人将系列报道整理为畅销书《野蛮人闯进华尔街》（Barbarians at the Gate: The Fall of RJR Nabisco），并被改编为HBO同名电视电影。

### 1988年：内幕交易
1980年代，《华尔街日报》记者詹姆斯·B·斯图尔特（James B. Stewart）揭露华尔街内幕交易丑闻，引发全国关注。他与丹尼尔·赫茨伯格（Daniel Hertzberg）因相关报导获颁1988年普利策解释性报道奖。斯图尔特以此为基础于1992年出版畅销书《窃贼之巢》（Den of Thieves），揭示伊凡·博斯基等内幕交易案件及其金融影响。

### 1997年：艾滋病治疗
1997年，《华尔街日报》头版特稿编辑大卫·桑福德（David Sanford）公开撰文，讲述自己1982年在浴室感染HIV，并随着新疗法问世，从“安排后事”转变为“规划退休”的经历。桑福德与六名记者合作，围绕HIV治疗、政治及经济议题开展系列报道，获颁1997年普利策奖全国报道奖。有研究指出，1996年出现的蛋白酶抑制剂药物，促使艾滋病从致命疾病转为慢性可控病，此报道捕捉了这一历史性转折。

### 2000年：安然公司丑闻
2000年9月，《华尔街日报》达拉斯分社记者乔纳森·韦尔（Jonathan Weil）在《“他德州听说”》（Heard in Texas）专栏发表首篇揭露安然公司财务造假行为的报道。后来记者丽贝卡·史密斯（Rebecca Smith）与约翰·R·埃姆施威勒（John R. Emshwiller）持续深度报道该事件，并合作出版《24天》（24 Days）一书，回顾调查过程。此后2021年，《华尔街日报》推出播客《Bad Bets》，重述该系列报道及其对公司调查的影响。相关研究和出版物（如《Conspiracy of Fools》）指出，《华尔街日报》报道直接推动公众与监管机构关注公司的会计造假行为。

### 2001年：九一一事件
2001年9月11日恐怖袭击期间，《华尔街日报》首度通过道琼斯新闻线发布世贸中心遭遇撞击的突发报道，随后其总部位于邻近的世界金融中心一号楼受损严重。编辑团队紧急转移办公地点，次日报纸如期出版，并凭当天报道获得2002年普利策突发新闻报道奖。之后，《华尔街日报》开展全球调查，揭露基地组织高级指挥结构与计划。记者阿兰·卡利森（Alan Cullison）和安德鲁·希金斯（Andrew Higgins）在喀布尔出手取得基地组织电脑，内含加密刺杀、化、生物攻击及日常活动文件，并解密翻译。有关报道被学术出版物引为基地组织“全球化”的关键证据来源之一。

### 2007年：股票期权造假案
2007年，《华尔街日报》因揭露多家公司通过股票期权回溯定价非法提高高管奖励而荣获普利策奖公共服务奖。该事件被收录于彼得·卡普兰（Peter Elkind）与戴维·韦尔（金）所著的《孤独的董事》（Obama’s Wars 中对科技股期权操作的分析章节），有助于理解该案件在当代企业治理中的影响。

### 2015年至今：Theranos调查报道
2015年，《华尔街日报》记者约翰·卡雷鲁发表调查，揭露Theranos血检技术存在严重缺陷并误导投资者。卡雷鲁在2018年出版畅销书《Bad Blood》，系统梳理整个欺诈过程。除此之外，卡雷鲁与沃尔特·伊萨克森（Walter Isaacson）合著的《硅谷染红：科技的代价》一书进一步剖析了“创始人崇拜”文化对检测安全伦理的冲击。

### 2018年至今：特朗普“艳星门”调查报道
2018年，《华尔街日报》披露特朗普律师迈克尔·科恩向斯托米·丹尼尔斯支付封口费一事，获2019年普利策奖。研究表明，这一报道成为众多揭开2016年竞选阴谋内幕的重要起点，合著于迈克尔·沃尔夫（Michael Wolff）的《火与怒：特朗普白宫内幕》一书中，对新闻界与政治之间的张力进行了深入讨论。

### 2021年：Facebook公司文件泄露事件
2021年，《华尔街日报》深入报道数千份Facebook内部文件泄露内容，揭示平台算法助推仇恨言论与政治极化。该系列报道是赖德·霍夫曼（Reid Hoffman）与克里斯·休斯（Chris Hughes）合编的《中间的破坏者：社交媒体时代的自由主义危机》一书的核心案例之一。

## 争议

### 报导一马公司丑闻
2015年7月3日，《华尔街日报》报导一个马来西亚发展有限公司（1MDB）的26亿令吉资金流入时任马来西亚首相纳吉·阿都拉萨的银行户口。7月5日，纳吉称将考虑是否起诉《华尔街日报》。但之后，他除了起诉林良实、拉菲兹、潘俭伟，《哈拉卡》和《当今大马》诽谤之外，并无起诉《华尔街日报》。 

### 亚洲病夫争议
2020年2月3日，《华尔街日报》刊发教授米德（Walter Russell Mead）的评论文章时以《中国是真正的亚洲病夫》 (China Is the Real Sick Man of Asia) 作为标题。文章刊发后，中国的网民纷纷在社交媒体上对此表达不满，中华人民共和国外交部发言人也多次批评此事，并要求《华尔街日报》道歉。《華爾街日報》表示，称"sick man of xx"是英语中惯用词组，不含有任何种族歧视的意味，属新闻自由，并曾用于包括英国在内的很多国家，亦曾為中共黨報《环球时报》所用；更指北京煽动舆情以转移注意力，掩盖自身处理疫情的问题。2月19日，中华人民共和国外交部称“已就此多次向《华尔街日报》提出严正交涉，并吊销《华尔街日报》三名驻北京记者的记者证”，这是自 1998年以来中华人民共和国再次驱逐外国记者。道琼斯首席执行官兼华尔街日报出版商威廉刘易斯表示，他和他的团队对北京的决定“深感失望”，并表示文章是独立于《华尔街日报》新闻编辑室发表的，被驱逐的记者都没有参与其中。3月18日，中華人民共和國外交部宣布，為回應美國將5家中國媒體駐美機構列為「外國使團」，要求《華爾街日報》等5家美國媒體駐華分社向中方申報在中國境內所有工作人員、財務、經營、所擁有不動產信息等書面材料。另外命令於年底前记者证到期的美籍记者于10天内交还记者证並驅逐出境，禁止他們今后在中华人民共和国境內（包括香港特别行政区及澳门特别行政区）继续从事记者工作。

### 評論被香港官員指控妖魔化國際金融峰會
2022年3月18日《華爾街日報》發表評論文章，形容出席國際金融領袖投資峰會的美國人成為香港重振聲譽的工具。香港政務司司長陳國基發信批評此文立心不良、嚴重偏頗，侮辱峰會出席者。

### 《施工缺陷频现，中国“一带一路”大型基建项目存坍塌隐患》涉讹言
2023年1月23日《华尔街日报》发表《施工缺陷频现，中国“一带一路”大型基建项目存坍塌隐患》一文，称厄瓜多尔科卡科多-辛克雷水电站等五个大型“一带一路”基础设施建设项目存在质量问题，并称厄瓜多尔因此支出激增、环境受损。2023年3月2日新华社发表报道《“一带一路”项目“坍塌”？〈华尔街日报〉的谎言与真相》进行逐一反驳。

### 發佈中國要西方接受俄羅斯佔領烏克蘭部分領土的報導
2023年5月26日，《华尔街日报》援引所謂的「熟悉會談情況的匿名西方官員」的消息指，中國特使李輝敦促俄烏立即停火，條件是「允許俄羅斯佔據它現在控制的烏克蘭部分領土」。不過5月28日，烏克蘭外交部長庫列巴澄清，他向幾個歐洲國家的外交官員核實事件，但沒有任何人能夠證實相關報道。

### 社论《香港的大倒退》
2024年3月19日，在香港《維護國家安全條例》通过后，《华尔街日报》发表社论《香港的大倒退》，称香港在通过条例后变得“更危险”，文末又强调“去香港有危险”。3月21日，外交部驻港公署发言人致信《华尔街日报》，对社论予以批评，形容“你报唱衰中国几十年了，也许有几百次了，又何曾说准过？”

### 香港记者协会事件
2024年6月，《华尔街日报》编辑部得知记者郑楚然（Selina Cheng）参选香港记者协会主席，编辑部要求其退出选举及工会活动，但香港法律保障工会参选权，无需雇主许可。郑坚持参选并当选。
2024年7月，《华尔街日报》环球编辑戈登·费尔克劳赴港宣布解雇郑楚然，报方称为“重组”，郑回应实为个案解雇。
事件引发多家国际媒体、人权组织谴责，ABC、SCMP等纷纷报道支持郑。中国官媒则称此举正确，《环球时报》批工会为“危险肿瘤”。
郑指出这是为避免报社被视作“支持香港新闻自由”。
2024年11月，郑楚然在香港劳资法庭提起民事诉讼，指控不当解雇。
2025年2月，香港媒体报道其刑事案件已被受理。
澳大利亚Crikey媒体指出该事件是News Corp内部“全球清洗”的一部分，意在塑造“政治正确、顺应的新闻队伍”。
美国《美中经济与安全审查委员会》2024年报告指出此案反映国安法通过后，香港外国媒体面临自我审查压力。
有研究指出，该事件是新闻集团长期“新闻室整肃”策略之一，参考埃里克·比彻所著《The Men Who Killed the News》。同类分析亦见于汤姆·沃森等《Dial M for Murdoch》。

### 被唐纳德·特朗普起诉
2025年7月17日，该报报道称唐纳德·特朗普于2003年给杰弗里·爱泼斯坦寄了一张50岁生日贺卡。次日，特朗普起诉该报及其所有者道琼斯公司，指控其两项诽谤罪，并要求每项罪名至少赔偿100亿美元。据信这是现任美国总统首次以个人诽谤为由起诉记者或媒体机构。案件将交由达林·盖尔斯法官审理。

## 延伸阅读
- Scharff, Edward E. . New York: Beaufort Books Publishers. 1986. ISBN 0-8253-0359-1 –Internet Archive.
- Dealy, Francis X. . Birch Lane Press. 1993. ISBN 978-1559721189.
- Douai, Aziz, and Terry Wu. "News as business: the global financial crisis and Occupy movement in the Wall Street Journal". Journal of International Communication 20.2 (2014): 148–167.
- Merrill, John C., and Harold A. Fisher. The world's great dailies: profiles of fifty newspapers (1980), pp. 338–41.
- Rosenberg, Jerry M. Inside The Wall Street Journal: The History and the Power of Dow Jones & Company and America's Most Influential Newspaper (1982) online 的存檔，存档日期2019-01-11.
- Sakurai, Takuya. "Framing a Trade Policy: An Analysis of The Wall Street Journal Coverage of Super 301". Intercultural Communication Studies 24.3 (2015). online 的存檔，存档日期2021-03-08.
- Steinbock, Dan. "Building dynamic capabilities: The Wall Street Journal interactive edition: A successful online subscription model (1993–2000)". International Journal on Media Management 2.3-4 (2000): 178–194.
- Yarrow, Andrew L. "The big postwar story: Abundance and the rise of economic journalism". Journalism History 32.2 (2006): 58+. online Archive-It的存檔，存档日期2018-11-13